# Duschmarke

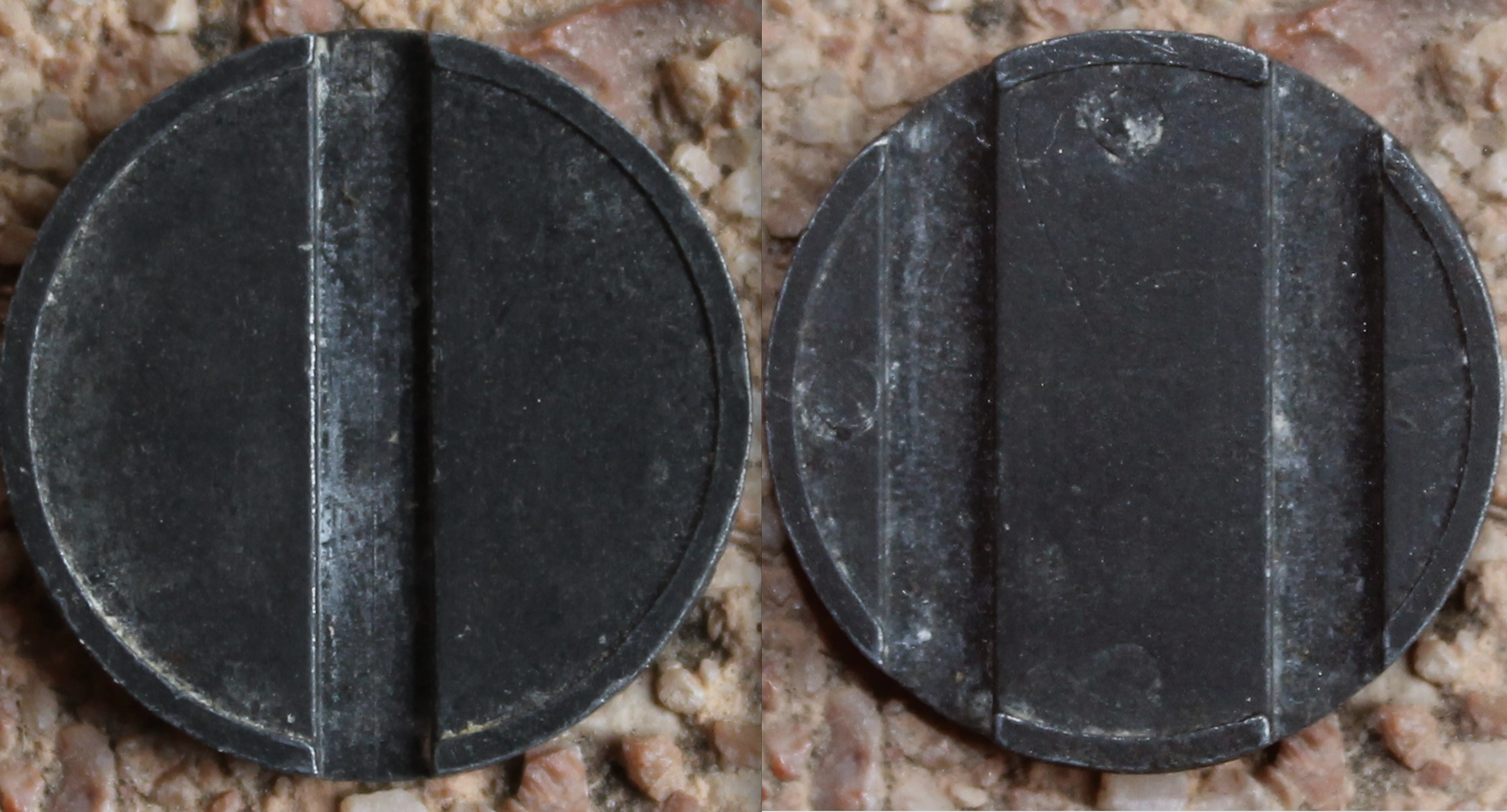
Duschmarke (Deutschland, 1960er Jahre), Vorder- und Rückseite. Die gezeigte Wertmarke hat einen Durchmesser von 2,0 cm.

Eine Duschmarke (auch Duschmünze, Duschjeton (Schweiz); selten Duschwertmarke) ist eine kleine, zumeist aus Metall bestehende Wertmarke, die verwendet werden kann, um beispielsweise in Schwimmbädern über Münzautomaten betriebene Duschen zu aktivieren. Nach Einwurf der Duschmarke wird während einer vordefinierten Zeitdauer (warmes) Wasser zum Duschen abgegeben.

## Beschreibung
Duschmarken haben normalerweise einen Durchmesser von zwei bis drei Zentimetern, meist unterschiedliche Profile auf den beiden Seiten oder ein Loch in der Mitte. Sie bestehen zumeist aus Metall (Messing, Zink(legierung) etc.), was eine längere Lebensdauer bei der Wiederverwendung bedingt; die Duschautomaten werden regelmäßig geleert. In speziellen Fällen können Duschmarken den Namen der Institution tragen, in der sie verwendet werden. Diese besonderen Wertmarken haben einen eigenen numismatischen Sammlermarkt.

## Verwendung
Duschmarken finden Verwendung in Schwimmbädern, Jugendherbergen, auf Campingplätzen, in Sportvereinen usw., wo die Verwendung von warmem Wasser aus Kostengründen limitiert werden soll. In einem Schwimmbad mit Duschautomaten wird im Allgemeinen beim Erwerb einer Eintrittskarte eine Duschmarke dazugegeben. Bei Campingplätzen und Jugendherbergen sind Duschmarken separat käuflich zu erwerben.
Auch in nicht deutschsprachigen Ländern, beispielsweise den USA (shower token) und den Niederlanden finden Duschmarken Verwendung. In Frankreich wurde die Ausgabe von jetons de douche Anfang der 1970er Jahre in Unterkünften für Immigranten erwähnt.